# Patrick McDonald
Patrick Francis McDonald (né le 29 juillet 1878 à Doonbeg, dans le comté de Clare (Irlande) - mort le 16 mai 1954) est un athlète américain spécialiste du lancer du poids.

## Biographie
Surnommé « Fat Mac », il est membre de l'Irish American Athletic Club et travaille au Département de police de la ville de New York. Sélectionné pour les Jeux olympiques de 1912 à Stockholm, Patrick McDonald remporte la médaille d'or du lancer du poids avec 15,34 m, devançant de neuf centimètres son compatriote Ralph Rose. Il obtient un nouveau podium durant cette compétition en se classant deuxième du lancer du poids à deux mains, épreuve disputée pour la seule et unique fois lors de Jeux olympiques.
Il participe huit ans plus tard aux Jeux olympiques d'Anvers et remporte le titre du lancer du marteau lourd.
Âgé de 42 ans lors de sa dernière médaille d'or, il est le médaillé d'or le plus âgé de l'athlétisme olympique.
Il est élu au Temple de la renommée de l'athlétisme des États-Unis en 2012.

### Palmarès
| Année | Compétition     | Lieu      | Résultat | Épreuve                      |
| ----- | --------------- | --------- | -------- | ---------------------------- |
| 1912  | Jeux olympiques | Stockholm | 1er      | Lancer du poids              |
| 1912  | Jeux olympiques | Stockholm | 2e       | Lancer du poids à deux mains |
| 1920  | Jeux olympiques | Anvers    | 1er      | Lancer du marteau lourd      |